# Ivan Schulman
Ivan Albert Schulman (Brooklyn, Nueva York, 4 de octubre de 1931 — San Juan, Puerto Rico, 3 de agosto de 2020) fue un distinguido investigador y profesor de Estudios Hispánicos. Se destacó principalmente por sus estudios sobre la modernidad y el modernismo hispanoamericano, así como la obra del escritor cubano José Martí.

## Carrera Académica
En un arco temporal que barca más de medio siglo, desde su primer libro, Símbolo y color en la obra de José Martí (Gredos, 1960), a su último estudio, Painting Modernism (SUNY, 2014), Ivan A. Schulman desarrolló una vida profesional con distinción por sus innovadoras aportaciones a los Estudios de Latinoamérica y del Caribe. Sus ideas fueron transformadoras y abrieron nuevas vías de investigación acerca del modernismo y de la modernidad en Hispanoamérica, así como sobre la obra de José Martí.
Además de los citados títulos, sus publicaciones incluyen Génesis del modernismo:  Martí, Nájera, Silva, Casal (El Colegio de México), El modernismo hispanoamericano (Centro Editor de América Latina), Martí, Casal y el modernismo (Universidad de La Habana), Relecturas martianas: narración y nación (Rodopi), La vigencia del modernismo (UNAM-Siglo XXI), Vigencias: ensayos en torno a la modernidad de Martí (Centro de Estudios Martianos). Es así mismo coautor, con Manuel Pedro González, de Esquema ideológico de José Martí (Editorial Cultura) y Martí, Darío y el modernismo (Gredos); y con Evelyn Picon Garfield escribió "Las entrañas del vacío": ensayos sobre la modernidad hispanoamericana (Cuadernos Americanos); además de editar Poesía modernista hispanoamericana y española (Taurus; Universidad de Puerto Rico) y Las literaturas hispánicas: Introducción a su estudio (Wayne State UP). Editó y escribió introducciones para los siguientes volúmenes: Coloquio sobre la novela hispanoamericana (Fondo de Cultura Económica, 1967), Versos libres de José Martí (Labor; Cátedra), Autobiografía de un esclavo de Juan Francisco Manzano (Guadarrama), Latin America in Its Literature (selección y traducción del volumen de la UNESCO América Latina en su literatura. Holmes & Meir), Cecilia Valdés, de Cirilo Villaverde (Ayacucho), Nuevos asedios al modernismo (Taurus), Coloquio sobre la literatura colonial latinoamericana: diálogo estadounidense-soviético (Monte Sexto), Contextos: Literatura y sociedad latinoamericanas del siglo XIX (University of Illinois Press), Recreaciones: ensayos sobre la obra de Rubén Darío (Ediciones del Norte), Autobiography of a Slave / Autobiografía de un esclavo, de Juan Francisco Manzano (Wayne State UP).  
El Dr. Schulman recibió además becas de destacadas instituciones de ámbito nacional entre las que se encuentran The National Endowment for the Humanities, The Social Science Research Council y The Guggenheim Foundation. Su distinguida trayectoria investigadora ha merecido el reconocimiento de diversas instituciones culturales latinoamericanas, entre otros galardones, ha recibido el título honorario de Profesor Invitado de la Universidad de La Habana, la medalla Por la Cultura Nacional del Ministerio de Cultura de Cuba, y la Orden Andrés Bello de Venezuela. 
Su dedicación docente y departamental le llevó a puestos de dirección en facultades tanto de los Estados Unidos como de Latinoamérica. En el curso de su vida académica, el Dr. Schulman dirigió 35 tesis doctorales, cuyos autores siguen contribuyendo a los estudios latinoamericanos y caribeños. Entre las universidades e instituciones culturales donde el Dr. Schulman ha impartido cursos se encuentran UCLA, Washington University (Chair), University of Oregon, University of Michigan, State University of New York at Stony Brook (Chair), University of Florida (Research Fellow, Director), Universidade Federal de Rio de Janeiro, Wayne State University (Chair), University of Illinois, Urbana-Champaign (Chair y Profesor Distinguido), Florida International University (Profesor Distinguido Visitante), Universidad de Buenos Aires, Universidad Dámaso Antonio Larrañaga, Montevideo, Universidad Nacional Autónoma de México, El Colegio de México.  Como expresión de reconocimiento a su brillante carrera académica, el Dr. Schulman fue invitado por su alma mater, la Universidad de California en Los Ángeles, para ofrecer una conferencia como Alumno Distinguido en 2001.

## Obras seleccionadas
- Símbolo y color en la obra de Martí. Editorial Gredos, 1960.
- El modernismo hispanoamericano. Centro Editor de América Latina, 1969.
- Martí, Casal y el modernismo. Universidad de la Habana, Comisión de Extensión Universitaria, 1969
- Painting Modernism. SUNY Press, 2014.